# The Vinyl Conflict
A The Vinyl Conflict a Slayer második box set-je (a 2003-as "Soundtrack to the Apocalypse" után). A válogatáslemezt az American Recordings, illetve a Nuclear Blast kiadók dobták piacra. A kiadás az együttes 1986 óta kiadott összes lemezét tartalmazza. 2010. október 12-én jelent meg.

## Tartalom
- Reign in Blood (1986)
- South of Heaven (1988)
- Seasons in the Abyss (1990)
- Decade of Aggression (1991)
- Divine Intervention (1994)
- Undisputed Attitude (1996)
- Diabolus in Musica (1998)
- God Hates Us All (2001)
- Christ Illusion (2006)
- World Painted Blood (2009)